# Бруно Мегпіс
«Бруно Мегпіс» (англ. F.C. Bruno's Magpies) — аматорський футбольний клуб з Гібралтару. Виступає у Прем'єр-дивізіоні на стадіоні «Вікторія».

## Історія

Колишній логотп клубу.

Клуб заснований у 2013 році. У сезоні 2016–17 команда дебютував у другому дивізіоні, а з сезону 2019–20 виступає у найвищому дивізіоні. 27 квітня 2023 року клуб вперше став володарем Кубку Гібралтару. 15 вересня 2023 року команда вперше здобула Суперкубок Гібралтару. 

## Статистика
| Сезон     | Див. | Ліга             | Місце | Примітки |  |
| --------- | ---- | ---------------- | ----- | -------- |  |
| 2016–2017 | 2.   | Другий дивізіон  | 2     | [ 1 ]    |  |
| 2017–2018 | 2.   | Другий дивізіон  | 3     | [ 2 ]    |  |
| 2018–2019 | 2.   | Другий дивізіон  | 1     | [ 3 ]    |  |
| 2019–2020 | 1.   | Прем'єр-дивізіон | 6     | [ 4 ]    |  |
| 2020–2021 | 1.   | Прем'єр-дивізіон | 7     | [ 5 ]    |  |
| 2021–2022 | 1.   | Прем'єр-дивізіон | 4     | [ 6 ]    |  |
| 2022–2023 | 1.   | Прем'єр-дивізіон | 3     | [ 7 ]    |  |
| 2023–2024 | 1.   | Прем'єр-дивізіон | 3     |          |  |
| 2024–2025 | 1.   | Прем'єр-дивізіон | 5     |          |  |

## Досягнення
- Кубок Гібралтару (2): 2023, 2025
- Суперкубок Гібралтару (1): 2023